# Michael Mauti
Michael D. Mauti (New Orleans, 19 gennaio 1990) è un giocatore di football americano statunitense che gioca nel ruolo di middle linebacker per i New Orleans Saints della National Football League (NFL). Scelto dai Minnesota Vikings nel corso del settimo giro (213º assoluto) del Draft NFL 2013, in precedenza aveva giocato a football per i Nittany Lions della Penn State University.

## Carriera universitaria
Dopo aver giocato per la Mandeville High School di Mandeville, presso la quale nel suo anno da senior ben 121 tackle, 4 sack, 2 fumble forzati e 2 intercetti entrambi ritornati in touchdown, egli fu convocato per partecipare nel 2008 all'U.S. Army All-American Bowl e fu inoltre inserito dal popolare sito di scouting collegiale Rivals.com tra i migliori 20 rospetti della sua classe di reclutamento nel ruolo di linebacker.
Nel gennaio 2008 Mauti accettò la borsa di studio offertagli da Penn State per poter giocare con la sua squadra di football collegiale, i Nittany Lions. Mauti fu uno dei soli 3 freshman a disputare tutti gli incontri, dividendosi tra difesa e special team e mettendo a segno 24 tackle. In questa stagione egli disputò 249 snap, di cui 33 contro Michigan e 30 contro USC nel Rose Bowl perso da Penn State contro l'università californiana. Il 2009 fu invece un anno da dimenticare per Mauti, che subì una lesione del legamento crociato anteriore del suo ginocchio destro durante la sessione estiva di allenamenti e fu così costretto a saltare tutta la stagione agonistica. Nel 2010 comunque tornò alle gare, scendendo in campo in 11 incontri 7 dei quali disputati come linebacker titolare: egli chiuse al 5º posto tra i Nittany Lions con 67 tackle, mettendo inoltre a segno 5,5 tackle con perdita di yard, 2 sack ed un passaggio deviato. Mauti diede particolarmente prova di sé contro Northwestern, ai danni della quale mise a referto 11 tackle, di cui 3 con perdita di yard, che gli valsero l'elezione a Co-Difensore della Settimana della Big Ten Conference.
Nel 2011 ci si aspettava quindi da lui una stagione da assoluto protagonista, la cosiddetta breakout season, tanto che nella preseason fu inserito da Athlon Sports nel pre-season All-America team, dal Phil Steele nel pre-season All-Big Ten team e nelle watch list tanto del Bronko Nagurski Trophy quanto del Butkus Award, tuttavia dopo sole 4 gare subì nuovamente una lesione ai legamenti del crociato anteriore ma questa volta del ginocchio sinistro che lo costrinsero a saltare le restanti gare anche di quest'altra stagione. Sino a quel momento egli aveva totalizzato 21 tackle, di cui 3 con perdita di yard, un intercetto e 3 passaggi deviati, disputando una prova maiuscola contro i futuri campioni NCAA di Alabama, ai danni dei quali mise a segno ben 13 tackle e 2 passaggi deviati. Nonostante questa seconda tegola però, Mauti si presentò ai nastri di partenza della stagione 2012 estremamente motivato, tanto da mettere a segno 40 tackle nelle prime 4 gare dell'anno e nonostante un'ennesima lesione all'crociato anteriore giunto nell'ultima gara della stagione, Mauti fu inserito nel First-team All-American dalla ESPN e dal Phil Steele, nel First-team All-Big Ten e fu premiato con il Butkus-Fitzgerald Award quale Linebacker dell'Anno della Big Ten.

### Vittorie e premi

#### Università
- Capital One Bowl: 1

Penn State Nittany Lions: 2010

#### Individuale
- First-team All-American: 1

2012
- First-team All-Big Ten: 1

2012
- Butkus-Fitzgerald Award - Linebacker dell'Anno della Big Ten: 1

2012

## Carriera professionistica

### Minnesota Vikings
Mauti fu scelto nel corso del settimo giro del Draft 2013 come 213º assoluto dai Minnesota Vikings, riunendosi così con il compagno di reparto e di squadra a Penn State, Gerald Hodges, selezionato dai Vikings nel medesimo Draft.
Impiegato come linebacker di riserva, non fu schierato in campo nei primi due incontri dell'anno, debuttando in seguito come professionista il 22 settembre nell'incontro casalingo perso dai Vikings contro i Cleveland Browns, senza tuttavia mettere a referto alcuna statistica. La settimana seguente, mise a segno in primi 2 tackle solitari in carriera, nella prima vittoria stagionale dei Vikings impegnati contro i Pittsburgh Steelers al Wembley Stadium di Londra in una delle due gare delle NFL International Series della stagione 2013. Schierato quasi esclusivamente negli special team, diede un'ottima prova di sé nella gara persa dai Vikings in casa dei futuri campioni del mondo, i Seattle Seahawks, contro i quali mise a segno 4 tackle, con 2 dei quali fermò due ricevitori intenti a ritornare un punt ed un kickoff. Nello stesso match tuttavia, egli prese un colpo al ginocchio al quale aveva subito l'intervento chirurgico e così a scopo precauzionale nelle successive partite, che coincisero con la perdita per motivi disciplinari del ruolo di "Mike" titolare da parte di Erin Henderson, il nuovo middle linebacker titolare non fu Mauti bensì Audie Cole, che contro i Seahawks era sceso in campo nel finale di gara al fianco dell'ex Penn State nel ruolo di strongside linebacker. Il coaching staff di Minnesota comunque, continuò ad impiegare negli special team Mauti, che chiuse la sua stagione da rookie con 11 tackle messi a referto in 14 incontri disputati, nessuno dei quali come titolare.

### New Orleans Saints
Nel 2015, Mauti firmò coi New Orleans Saints. Nel sesto turno contro gli Atlanta Falcons bloccò un punt ritornandolo per quattro yard in touchdown, venendo premiato come miglior giocatore degli special team della NFC della settimana.

## Palmarès
- Giocatore degli special team della NFC della settimana: 1

6ª del 2015

## Statistiche
| Partite totali      | 14 |
| Partite da titolare | 0  |
| Tackle              | 11 |
| Sack                | 0  |
| Intercetti          | 0  |

Statistiche aggiornate alla stagione 2013